# Шилобреев, Вячеслав Михайлович
Вячеслав Михайлович Шилобреев (1939—2014) — советский, российский режиссёр-мультипликатор, художник-мультипликатор. Заслуженный художник РСФСР (1987). 

## Биография
Родился 17 мая 1939 года.
1952—1956 годы — учился в Детской художественной школе № 1.
1956—1959 годы — учился на курсах художников-мультипликаторов при киностудии «Союзмультфильм».
1958—2001 годы — работал на «Союзмультфильме».
Участвовал в создании более 150 объёмных мультфильмов, работал в технике перекладки.
В конце 1960-х годов усовершенствовал технологию съёмки кукольных фильмов: создал приспособления «рейсмус» и «подвеска», одним из первых использовал макеты из пенопласта.
1973—1984 годы — работал на киностудиях в Киеве, Минске, Алма-Ате, Тбилиси и других, руководил «Мастерской мультипликационного фильма» при Центральном клубе кинолюбителей, участвовал в работе курсов по повышению квалификации художников-мультипликаторов из республик СССР.
1987 год — Заслуженный художник РСФСР
1979—1980 годы — преподавал на курсах мультипликаторов кукольного кино при «Союзмультфильме».
В 1992—1996 годах сотрудничал со студией «Кристмас Филмз».
В 1990-е годы работал в правлении Арендного Предприятия «Киностудия „Союзмультфильм“». В 1996—1999 годах — Председатель правления.
1998 год — учредитель РОО «Объединение „Союзмультфильм“», избран председателем правления Объединения сроком на 2 года (перевыборы не состоялись).
С 1999 года — заместитель директора ФГУП «Киностудия „Союзмультфильм“».
В 2000-х годах — руководитель музея «Киностудии „Союзмультфильм“».
Член АСИФА.

## Фильмография

### Режиссёр
- 1975: «Новогодний ветер»
- 1981: «До свидания, овраг»

### Мультипликатор-кукловод
- 1958: «Краса ненаглядная»
- 1959: «Али-Баба и сорок разбойников»
- 1959: «Вернулся служивый домой»
- 1959: «Влюблённое облако»
- 1960: «Машенька и медведь»
- 1960: «Петя-петушок»
- 1960: «Прочти и катай в Париж и Китай»
- 1960: «Секрет воспитания»
- 1961: «Заокеанский репортёр»
- 1961: «Новичок»
- 1962: «Банальная история»
- 1962: «Кто сказал „мяу“?»
- 1962: «Летающий пролетарий»
- 1962: «Обида»
- 1963: «Хочу быть отважным»
- 1963: «Внимание! В городе волшебник!»
- 1963: «Как котёнку построили дом»
- 1964: «Алёшины сказки»
- 1964: «Жизнь и страдания Ивана Семёнова»
- 1965: «Медвежонок на дороге»
- 1965: «Ни богу, ни чёрту»
- 1965: «Песня летит по свету»
- 1965: «Странички календаря»
- 1966: «Поди туда, не знаю куда»
- 1966: «Потерялась внучка»
- 1967: «Варежка»
- 1967: «Ну и Рыжик!»
- 1968: «Козлёнок, который считал до десяти»
- 1968: «Ничто не забыто»
- 1968: «Осторожно, щука!»
- 1969: «Великие холода»
- 1969: «Жадный Кузя»
- 1969: «Золотой мальчик»
- 1970: «Бобры идут по следу»
- 1970: «Приключения Огуречика»
- 1970: «Сказка о живом времени»
- 1971: «Генерал Топтыгин»
- 1971: «Как ослик счастье искал»
- 1971: «Самый младший дождик»[2]
- 1971: «Сеча при Керженце»
- 1972: «Аве Мария»
- 1972: «Заветная мечта»
- 1973: «Кем быть?»
- 1973: «Немухинские музыканты»
- 1973: «Про Петрушку»
- 1974: «Карусельный лев»
- 1974: «Похождения Чичикова. Манилов»
- 1974: «Похождения Чичикова. Ноздрёв»
- 1975: «В гостях у гномов»
- 1975: «Новогодний ветер»
- 1976: «Будь здоров, зелёный лес!»
- 1976: «Лоскуток»
- 1976: «Сказка дедушки Ай-По»
- 1977: «Журавлиные перья»
- 1977: «Тайна запечного сверчка»
- 1978: «Бедная Лиза»
- 1978: «Догони-ветер»
- 1979: «Пер Гюнт»
- 1979: «Про Ерша Ершовича»
- 1980: «Самый маленький гном» (выпуск 2)
- 1981: «Бездомные домовые»
- 1981: «До свидания, овраг»
- 1981: «Недобрая Ладо»
- 1982: «Боцман и попугай» (выпуск 1)
- 1983: «Боцман и попугай» (выпуск 2)
- 1983: «Солдатский кафтан»
- 1984: «Волк и телёнок»
- 1984: «Слонёнок пошёл учиться»
- 1985: «Боцман и попугай» (выпуск 3)
- 1985: «Боцман и попугай» (выпуск 4)
- 1985: «Падающая тень»
- 1985: «Пудель»
- 1986: «Дверь»
- 1986: «Мышонок и красное солнышко»
- 1986: «Одинокий рояль»
- 1987: «Большой подземный бал»
- 1987: «Исчезатель»
- 1987: «Му-му»
- 1990: «Школа изящных искусств. Возвращение»
- 1990: «Ёжик должен быть колючим?»
- 1991: «Ванюша и космический пират»
- 1992: «Буря»
- 1994: «Севильский цирюльник»
- 1996: «Авраам»

## Награды
- Почётная грамота Министерства культуры Российской Федерации (2 декабря 2011 года) — за большой вклад в российскую анимацию, многолетнюю плодотворную работу и в связи со 100-летием мультипликационного кино[3].